# 天津羽衣
天津 羽衣（あまつ はごろも、1928年3月7日 - 1982年9月13日）は、浪曲師、演歌歌手。本名は山田智子 (やまだ ともこ)。日本浪曲協会副会長。長男は作曲家の山田直毅。

## 来歴
三重県上野の生まれ、東京都浅草で育つ。父は少年浪曲師で名を馳せた山田芳夫で母も浪曲師の天中軒女雲月。
幼少から寄席や演芸・浪曲に親しみ、12歳で天中軒智子の名で横浜宝塚劇場で浪曲師として初舞台。
1941年9月テイチクに専属し浪曲「親なし小鳥」を天津羽衣嬢でレコードデビュー。
14歳で天津羽衣の名を名乗る。
戦後は洋楽伴奏曲師を積極的に取り入れ、東映映画「母の罪」を皮切りに女優としてデビュー。
1956年、テイチクより「ストトン忠臣蔵」で歌手デビューし、「歌謡曲で売れなかったら恥ずかしい」と、4曲目1957年5月「別れの子守唄」の発売より山田とも子に改名。
1957年に『稗つきくずし』がヒットし、天津羽衣の芸名に戻し1960年には『お吉物語』が大ヒット。
その後は浪曲に歌謡曲を織り交ぜた、歌謡浪曲（通称「羽衣節」）で一世を風靡。
1971年、渡米公演。
得意は母物で「九段の母」「原爆の母」「瞼の母」など。
他にも女優として多くの映画にも出演。
1982年9月13日、脳梗塞のため、54歳で死去。
現在でもお吉物語は歌い継がれている。

## CD
- 全曲集（1990年）
- 瞼の母（1995年）
- 九段の母（1995年）
- 滝の白糸（1997年）
- 新妻鏡（1997年）
- 全曲集~お吉物語~（2000年）
- 天津羽衣 ベスト（2008年9月）

他

## 主な出演作品
- 母の罪（1952年）
- 二人の母（1952年）
- 母子鳩（1953年）
- 子は誰のもの（1953年）
- 母恋人形（1954年）
- 母を尋ねて幾山河（1954年）
- 母恋月夜（1956年）
- 赤穂義士（1957年）
- 誉れの陣太鼓（1957年）
- 母つばめ（1958年）

## 弟子
- 松木ぽん太（玉川カルテット）